# Jean-Paul
Jean-Paul ist ein französischer Doppelvorname, der sich aus den Namen Jean und Paul zusammensetzt.

## Namensträger

### A
- Jean-Paul Abalo (* 1975), togoischer Fußballspieler
- Jean-Paul Adam (* 1977), Politiker der Seychellen
- Jean-Paul Agon (* 1956), französischer Manager
- Jean-Paul Allouche (* 1953), französischer Mathematiker
- Jean-Paul Amouroux (1943–2022), französischer Boogie-Woogie- und Jazz-Musiker
- Jean-Paul Aron (1925–1988), französischer Journalist, Schriftsteller und Philosoph
- Jean-Paul Autin, französischer Jazzmusiker (Saxophone, Bassklarinette)

### B
- Jean-Paul Barbe (* 1939), französischer Germanist, em. Professor, Kulturwissenschaftler, Übersetzer und Autor
- Jean-Paul Baudecroux (* 1946), Gründer und Hauptaktionär der französischen börsennotierten Rundfunk-Gruppe NRJ Group
- Jean-Paul Belmondo (1933–2021), französischer Film- und Theaterschauspieler
- Jean-Paul Bertrand-Demanes (* 1952), französischer Fußballtorhüter
- Jean-Paul Besset (* 1946), französischer Journalist und Politiker (Les Verts)
- Jean-Paul Beugnot (1931–2001), französischer Basketballspieler
- Jean-Paul Bignon (1662–1743), französischer römisch-katholischer Geistlicher, Oratorianer, Wissenschaftsorganisator, Bibliothekar und Autor
- Jean-Paul Blaizot (* 1949), französischer Theoretischer Kernphysiker
- Jean-Paul Bled (* 1942), französischer Historiker
- Jean-Paul Boëtius (* 1994), niederländischer Fußballspieler
- Jean-Paul Bonnaire (1943–2013), französischer Schauspieler
- Jean-Paul Bourelly (* 1960), US-amerikanischer Jazzgitarrist
- Jean-Paul Brigger (* 1957), Schweizer Fußballspieler und -trainer
- Jean-Paul Brodbeck (* 1974), Schweizer Jazzpianist
- Jean-Paul Burger (* 1996), namibischer Radsportler im Straßenradsport
- Jean-Paul Burrus (* 1954), elsässischer Industrieller

### C
- Jean-Paul Cahn (* 1945), französischer Germanist und Historiker
- Jean-Paul Carrère (1926–2012), französischer Regisseur
- Jean-Paul Céléa (* 1951), französischer Kontrabassist
- Jean-Paul Chambas (* 1947), französischer Maler, Bühnenbildner und Schriftsteller
- Jean-Paul Chifflet (1949–2017), französischer Bankier und Manager
- Jean-Paul Civeyrac (* 1964), französischer Filmregisseur und Professor an der Filmhochschule La fémis in Paris
- Jean-Paul Coche (* 1947), französischer Judoka
- Jean-Paul Colas (1911–2009), französischer Automobilrennfahrer und Rennstallbesitzer
- Jean-Paul Costa (1941–2023), französischer Jurist
- Jean-Paul Cottret (* 1963), französischer Rallye-Copilot

### D
- Jean-Paul de Dadelsen (1913–1957), französischer Journalist, Lyriker und Übersetzer
- Jean-Paul Deconinck (* 1959), belgischer Generalmajor
- Jean-Paul Delahaye (* 1952), französischer Informatiker und Mathematiker
- Jean-Paul Delevoye (* 1947), französischer Politiker (RPR, UMP, LREM)
- Jean-Paul Denanot (* 1944), französischer Politiker (PS)
- Jean-Paul Deschatelets PC QC (1912–1986), kanadischer Rechtsanwalt und Politiker der Liberalen Partei
- Jean-Paul Didierlaurent (1962–2021), französischer Schriftsteller
- Jean-Paul Dubois (* 1950), französischer Schriftsteller und Journalist
- Jean-Paul Dupré (* 1944), französischer Politiker

### E
- Jean-Paul Elkann (1921–1996), französischer Bankier
- Jean-Paul Enthoven (* 1949), französischer Intellektueller, Autor und Publizist sowie Vertreter der Nouvelle philosophie

### F
- Jean-Paul Fitoussi (1942–2022), französischer Ökonom
- Jean-Paul Flachsmann (1936–2001), Schweizer Unternehmer und Politiker (LdU, SVP)
- Jean-Paul Fouchécourt (* 1958), französischer Sänger (Tenor)
- Jean-Paul Fournier (* 1945), französischer Politiker

### G
- Jean-Paul van Gastel (* 1972), niederländischer Fußballspieler und-trainer
- Jean-Paul Gauzès (1947–2023), französischer Politiker (UMP)
- Jean-Paul Giachino (* 1963), französischer Biathlontrainer
- Jean-Paul Girres (* 1961), luxemburgischer Fußballspieler
- Jean-Paul Gobel (* 1943), Diplomat des Heiligen Stuhls
- Jean-Paul Gonseth (1921–1999), Facharzt FMH für Psychiatrie und Psychotherapie
- Jean-Paul Goude (* 1940), französischer Grafik-Designer, Illustrator, Fotograf und Werbefilmregisseur
- Jean-Paul Grandjean de Fouchy (1707–1788), französischer Astronom
- Jean-Paul Gschwind (* 1952), Schweizer Politiker (CVP, Die Mitte)
- Jean-Paul Gusching (* 1955), französischer Geistlicher und römisch-katholischer Bischof von Verdun

### H
- Jean-Paul Haag (1842–1906), französischer Genremaler
- Jean-Paul Harroy (1909–1995), letzter Generalgouverneur von Belgisch-Kongo
- Jean-Paul Huchon (* 1946), französischer Politiker (PS)

### I
- Jean-Paul Imbert (* 1942), französischer Organist

### J
- Jean-Paul Jaeger (* 1944), französischer Geistlicher und em. römisch-katholischer Bischof von Arras
- Jean-Paul James (* 1952), französischer Geistlicher und römisch-katholischer Erzbischof von Bordeaux
- Jean-Paul Janssen (1940–1986), französischer Kameramann und Dokumentarfilmer
- Jean-Paul de Jong (* 1970), niederländischer Fußballspieler und Trainer

### L
- Jean-Paul Labrie (1922–2001), römisch-katholischer Weihbischof in Québec
- Jean-Paul Laurens (1838–1921), französischer Maler, Radierer und Bildhauer sowie Zeichner und Illustrator
- Jean-Paul Le Chanois (1909–1985), französischer Drehbuchautor und Filmregisseur
- Jean-Paul Libert (1955–2022), belgischer Automobilrennfahrer und Unternehmer
- Jean-Paul Lilienfeld (* 1962), französischer Schauspieler, Drehbuchautor und Regisseur

### M
- Jean-Paul Martin du Gard (1927–2017), französischer Leichtathlet
- Jean-Paul Mathieu (* 1940), französischer Geistlicher und em. römisch-katholischer Bischof von Saint-Dié
- Jean-Paul Maunick (* 1957), britischer Gitarrist, Bandleader, Komponist und Produzent
- Jean-Paul Mauric (1933–1971), Chansonsänger
- Jean-Paul Mendy (* 1973), französischer Boxer
- Jean-Paul Mousseau (1927–1991), kanadischer Maler und Bildhauer
- Jean-Paul Mulders (* 1968), flämischer Autor

### N
- Jean-Paul Ngoupandé (1948–2014), zentralafrikanischer Politiker und Premierminister (1996/97)

### P
- Jean-Paul Paloméros (* 1953), General der französischen Luftstreitkräfte
- Jean-Paul Parisé (1941–2015), kanadischer Eishockeyspieler und -trainer
- Jean-Paul Penin (* 1949), französischer Dirigent
- Jean-Paul Picaper (* 1938), französischer Politologe, Buchautor und Journalist
- Jean-Paul Pier (1933–2016), luxemburgischer Mathematiker
- Jean-Paul Pierrat (* 1952), französischer Skilangläufer
- Jean-Paul Poirier (* 1935), französischer Physiker und Geowissenschaftler
- Jean-Paul van Poppel (* 1962), niederländischer Radrennfahrer und Sportlicher Leiter
- Jean-Paul Proust (1940–2010), Regierungschef und Außenminister des Fürstentums Monaco

### R
- Jean-Paul Rabier (* 1955), französischer Fußballspieler und -trainer
- Jean-Paul Randriamanana (1950–2011), madagassischer Geistlicher und römisch-katholischer Bischof
- Jean-Paul Rappeneau (* 1932), französischer Filmregisseur und Drehbuchautor
- Jean-Paul Raymond (* 1948), französischer Bildhauer, Graveur, Glaskünstler und Pionier der Studioglasbewegung
- Jean-Paul Riopelle (1923–2002), kanadischer Maler und Bildhauer
- Jean-Paul de Rocca Serra (1911–1998), französischer Politiker (CR, UDR, RPR)
- Jean-Paul Rostagni (* 1948), französischer Fußballspieler
- Jean-Paul Roussillon (1931–2009), französischer Schauspieler und Regisseur
- Jean-Paul Rouve (* 1967), französischer Schauspieler und Regisseur

### S
- Jean-Paul Rabaut Saint-Étienne (1743–1793), Politiker in der Französischen Revolution
- Jean-Paul Salomé (* 1960), französischer Regisseur und Drehbuchautor
- Jean-Paul Sartre (1905–1980), französischer Romancier, Dramatiker, Philosoph, Religionskritiker und Publizist
- Jean-Paul Adam Schramm (1789–1884), französischer Général de division der Infanterie und Kriegsminister (1850/51)
- Jean-Paul Sinibaldi (1857–1909), französischer Maler

### T
- Jean-Paul Theler (* 1963), Schweizer Berufsoffizier (Divisionär)
- Jean-Paul Thommen (* 1953), Schweizer Betriebswirtschaftler
- Jean-Paul Tony Helissey (* 1990), französischer Florettfechter
- Jean-Paul Tribout (* 1941), französischer Schauspieler und Regisseur

### V
- Jean-Paul Valabrega (1922–2011), französischer Psychoanalytiker
- Jean-Paul Van Bellinghen (1925–1993), belgischer Diplomat
- Jean-Paul Vesco OP (* 1962), französischer Ordensgeistlicher und römisch-katholischer Erzbischof von Algier, Kardinal
- Jean-Paul Villain (* 1946), französischer Leichtathlet
- Jean-Paul Vinay (1910–1999), französisch-kanadischer Linguist, Phonetiker, Anglist und Romanist
- Jean-Paul Vondenburg (* 1964), schwedischer Fußballspieler

### Y
- Jean-Paul Yontcha (* 1983), kamerunischer Fußballspieler

### Z
- Jean-Paul Zehnacker (* 1941), französischer Schauspieler